# 毛咀签
毛咀签（学名：[Gouania javanica] 错误：{{Lang}}：文本有斜体标记（帮助）），为鼠李科咀签属下的一个植物种。